# 大钟花属
大钟花属（学名：Megacodon）是龙胆科下的一个属，为多年生高大草本植物。该属共有大钟花（Megacodon stylophorus）等2种，分布于喜马拉雅和中国西南部。

## 下属物种
本属包括以下物种：
- 泸水大钟花 Megacodon lushuiensis Jun-Chu Peng & H.Sun[3]
- 大钟花 Megacodon stylophorus (C.B.Clarke) Harry Sm.
- 川东大钟花 Megacodon venosus (Hemsl.) Harry Sm.